# Scurgere

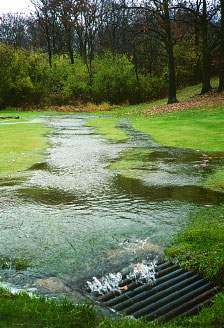
Apă din scurgerea de suprafață colectată de o gură de canalizare

Scurgerea este procesul prin care apa se mișcă la suprafața sau sub suprafața solului. În această mișcare se poate face distincție între: 
- scurgerea de suprafață este scurgerea care are loc pe suprafața solului, având de obicei loc în straturi subțiri sau în șuvoaie, acoperind cea mai mare parte a solului;
- scurgerea în albii este procesul care are loc în albii, în care se concentrează apa provenind din scurgerea de suprafață, formând pâraie, râuri și fluvii;
- scurgerea subterană este scurgerea care are loc sub suprafața solului, fie prin straturile freatice fie prin straturile acvifere de adâncime. Apa din straturile subterane se reîntoarce la suprafață fie prin izvoare, fie prin infiltrație în râuri, oceane sau alte rezervoare de suprafață.

Scurgerea este o componentă importantă a circuitului apei în natură.